# The Twilight Zone (franquicia)
The Twilight Zone (Español: Lit. «La zona crepuscular», pero conocida en Hispanoamérica como La dimensión desconocida  y en España como Más allá de los límites de la realidad  o En los límites de la realidad ) es una franquicia mediática estadounidense cuya base es la serie de televisión de antología creada por Rod Serling. En esta, los personajes se encuentran ante acontecimientos que son a menudo inquietantes o insólitos, una experiencia que se describe como entering the Twilight Zone.  Los episodios pertenecen a diversos géneros—tales como la fantasía, la ciencia ficción, la ficción absurda, la ficción distópica, el suspenso, el horror, el drama sobrenatural, el humor negro y el suspenso psicológico—y suelen concluir con un giro macabro o inesperado y, por lo general, con una moraleja. Fue un éxito popular y de la crítica y causó que muchos estadounidenses se familiarizaran con los tropos habituales de la ciencia ficción y la fantasía. La primera serie, rodada íntegramente en blanco y negro, se emitió por la cadena CBS durante cinco temporadas, de 1959 a 1964.
The Twilight Zone seguía la tradición de programas de televisión anteriores, tales como Tales of Tomorrow (1951–1953) y Science Fiction Theatre (1955–1957); programas de radio tales como The Weird Circle (1943–1945), Dimension X (1950–51) y X Minus One (1955–58), y la obra radiofónica del escritor y guionista Norman Corwin, que le sirvió a Serling de inspiración. El éxito de la serie dio lugar a un largometraje (1983), la película para televisión Twilight Zone: Rod Serling's Lost Classics (1994), la serie radiofónica The Twilight Zone (2002–2012), diversas obras de literatura (libros, cómics o revistas de historietas, cuentos y demás), atracciones en parques temáticos y otras series derivadas que abarcaron cinco décadas, las que incluyen tres series de televisión de reestreno o reinicio. La segunda serie (1985–1989) se transmitió por CBS y en redifusión en la década de 1980, mientras que la tercera se transmitió por UPN (2002–2003). La cuarta serie, presentada por Jordan Peele, se emitió por el servicio de streaming CBS All Access del 2019 al 2020.
En el 2013, TV Guide colocó a la serie original de televisión en la posición #5 de su lista de los 60 mejores programas de todos los tiempos y #4 en su lista de los 60 mejores programas dramáticos.

## Historia en la televisión

### Antecedentes

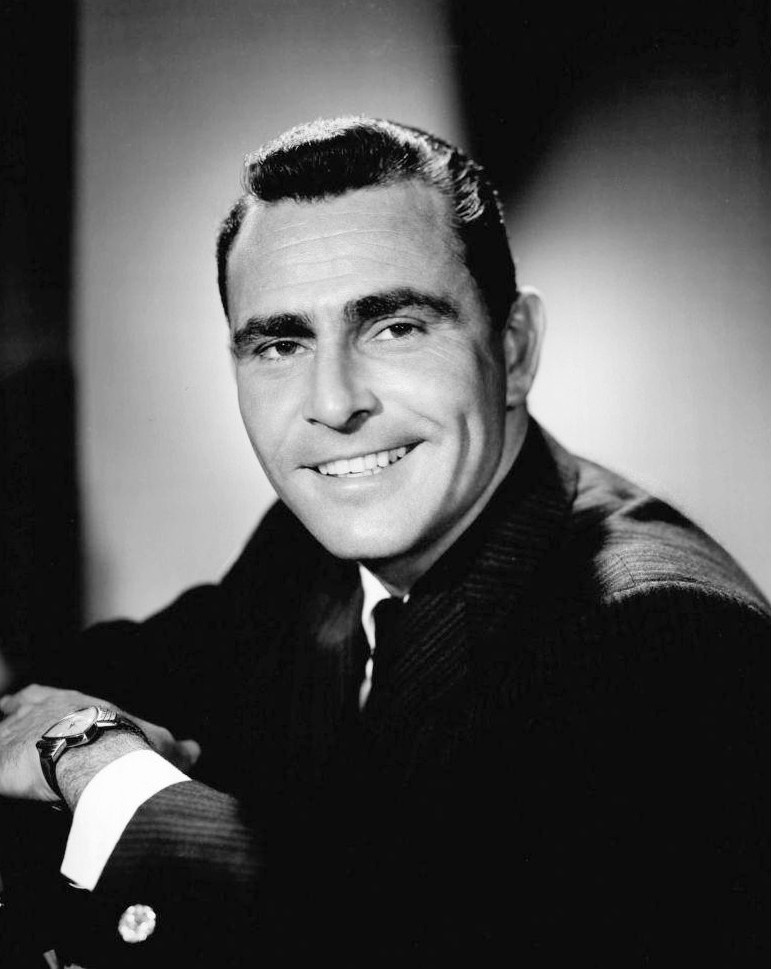
Rod Serling en 1959

Cuando era niño, Rod Serling era aficionado a las historias de ficción popular. De adulto, buscaba libros con temas tales como el racismo, sistemas de gobierno, la guerra, la sociedad y la naturaleza humana en general. Decidió combinar estos intereses para abordar estos temas en la televisión en una época en que se consideraban como temas prohibidos.
A lo largo de la década de 1950, Serling se consolidó como uno de los nombres más populares de la televisión. Su fama se debió tanto a escribir obras dramáticas de televisión como a criticar las limitaciones del medio. Sus quejas más enérgicas se referían a la censura, practicada con frecuencia por los patrocinadores y las cadenas. Acerca de su guion para el episodio de 1956 The Arena (de la serie estadounidense de antología Studio One) en el que planeaba echarle un vistazo a la política contemporánea, dijo lo siguiente:

I was not permitted to have my Senators discuss any current or pressing problem. To talk of tariff was to align oneself with the Republicans; to talk of labor was to suggest control by the Democrats. To say a single thing germane to the current political scene was absolutely prohibited.
No se me permitió que mis senadores hablaran de ningún problema urgente ni del momento. Tocar el tema de los aranceles significaba alinearse con los republicanos; tocar el tema de los sindicatos era sugerir que los demócratas tenían el control.  Estaba absolutamente prohibido mencionar cualquier cosa que guardara relación con el panorama político del momento.

### The Time Element(1958)
En 1958, la cadena CBS adquirió un guion para televisión que Serling esperaba producir como el episodio piloto de una serie antológica semanal. The Time Element fue la primera incursión de Serling en el campo de la ciencia ficción.

#### Argumento
Trece años después del final de la Segunda Guerra Mundial, un hombre llamado Peter Jenson (William Bendix) visita a un psicoanalista, el Dr. Gillespie (Martin Balsam). Jenson le cuenta un sueño recurrente suyo en el que le intenta advertir a la gente acerca del «ataque sorpresa» a Pearl Harbor antes de que ocurra, pero no le hacen caso. Jenson cree que los sucesos que ocurren en el sueño son reales y cada noche viaja al año 1941. El Dr. Gillespie insiste en que es imposible viajar en el tiempo dada la naturaleza de las paradojas temporales. Mientras está en el diván del psicoanalista, Jenson vuelve a quedarse dormido pero esta vez sueña que los aviones japoneses le disparan y le matan. En el consultorio del Dr. Gillespie, el diván en el que estaba acostado Jenson ahora está vacío.  El Dr. Gillespie va a un bar donde encuentra la foto de Jenson colgada en la pared. El barman le cuenta que Jenson se había encargado allí del bar, pero que había muerto durante el ataque a Pearl Harbor.

#### Producción
Con el guion de Time Element, Serling esbozó los elementos fundamentales que definieron la serie posterior: un tema de ciencia ficción/fantasía, una narración de inicio y de cierre y un final con un giro. The Time Element fue adquirido de una vez pero se archivó por tiempo indefinido.
Así estaban las cosas cuando Bert Granet, el nuevo productor de la serie de antología Westinghouse Desilu Playhouse (producida por Desilu Productions), descubrió The Time Element en los archivos de la CBS mientras buscaba un guion original de Serling para impartirle prestigio a su programa. El episodio The Time Element (presentado por Desi Arnaz) se estrenó el 24 de noviembre de 1958. Tuvo un gran éxito tanto entre el público televidente como en la crítica. Según el periodista Jack Gould, de The New York Times: The humor and sincerity of Mr Serling’s dialogue made The Time Element consistently entertaining.  Más de 6 000 cartas de elogio llegaron a las oficinas de Granet. La CBS, al quedar convencida de que una serie basada en tales historias podría tener éxito, reanudó las conversaciones con Serling acerca de las posibilidades de producir The Twilight Zone. El guion de Where Is Everybody? fue aceptado como el episodio piloto y el proyecto se anunció al público de manera oficial a principios de 1959. Aparte de las repeticiones emitidas en esa época, The Time Element no volvió a transmitirse por televisión hasta 1996, cuando se emitió como parte de un preestreno nocturno del nuevo canal de cable TV Land. La caja recopilatoria en Blu-ray de la primera temporada de The Twilight Zone que salió a la venta el 14 de septiembre de 2010, contiene una versión remasterizada en alta definición de la producción original de Desilu Playhouse como material especial. El elenco de reparto del programa incluye a Darryl Hickman, Jesse White, Bartlett Robinson y Joe DeRita, futuro miembro de Los Tres Chiflados.

### Primera serie (1959–1964)

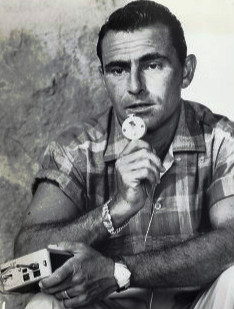
Rod Serling mientras trabaja en un guion con un dictáfono (1959).

La serie fue producida por Cayuga Productions, Inc., una compañía productora de la cual Serling era el propietario. Refleja sus orígenes en la región central del estado de Nueva York y lleva el nombre del Lago Cayuga, donde tenía una casa y donde se encuentran la Universidad Cornell y la Universidad de Ithaca.
Aparte de Serling, quien escribió o adaptó cerca de dos tercios del número total de episodios de la serie, entre los guionistas de The Twilight Zone figuraban autores de la talla de Charles Beaumont, Ray Bradbury, Earl Hamner Jr., George Clayton Johnson, Richard Matheson, Reginald Rose y Jerry Sohl. Muchos de los episodios también incluían nuevas adaptaciones de historias clásicas de autores tales como Ambrose Bierce, Jerome Bixby, Damon Knight, John Collier y Lewis Padgett.
Los guionistas de The Twilight Zone con frecuencia utilizaban la ciencia ficción como un vehículo de comentario social. Esto se debía a que las cadenas y los patrocinadores que censuraban el material controversial de los programas transmitidos en directo se preocupaban menos por las historias aparentemente inofensivas en los géneros de fantasía y ciencia ficción. Entre los temas que The Twilight Zone exploraba más a menudo se encontraban la guerra nuclear, el macartismo y la histeria colectiva, temas que se evitaban en la televisión menos seria en el horario de máxima audiencia. Episodios tales como The Monsters Are Due on Maple Street y I Am the Night—Color Me Black brindaban comentarios específicos acerca de temas de actualidad y problemas sociales. Otras historias, como The Masks, I Dream of Genie o Mr. Denton on Doomsday eran alegorías, parábolas o fábulas que reflejaban las decisiones morales y filosóficas de los personajes.

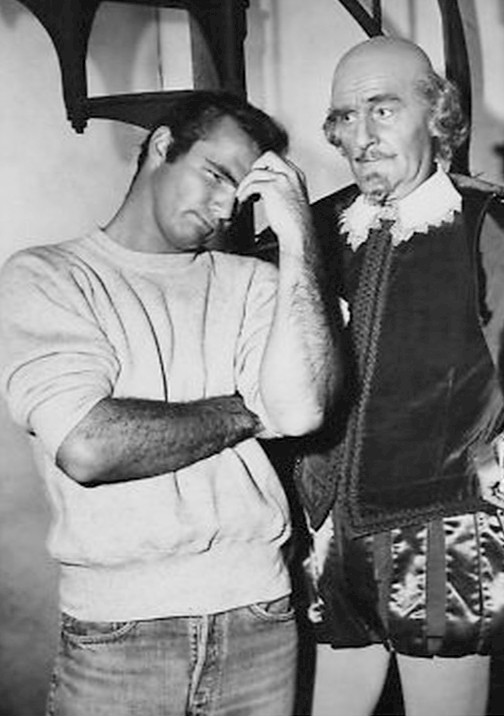
John Williams como William Shakespeare en The Bard con Burt Reynolds en una parodia del parecido de este último con Marlon Brando.

A pesar de su prestigio en la comunidad de escritores, a Serling le resultaba difícil vender la serie. Pocos críticos eran de la opinión de que la ciencia ficción iba a ser capaz de trascender el escapismo banal y entrar en el campo del drama para adultos. El 22 de septiembre de 1959, en una entrevista con Serling, el periodista Mike Wallace le hizo una pregunta que ejemplificaba el pensar de la época:

...[Y]ou're going to be, obviously, working so hard on The Twilight Zone that, in essence, for the time being and for the foreseeable future, you've given up on writing anything important for television, right?
...obviamente, vas a estar trabajando tan duro en The Twilight Zone que, básicamente, por el momento y en el futuro previsible, has renunciado a escribir algo importante para la televisión, ¿no es cierto?

Aunque las apariciones de Serling en el programa se convirtieron en una de sus características más distintivas, con su estilo sucinto de hablar que aun se imita hoy en día, estaba nervioso al respecto, según se informa, y fue necesario convencerlo para que apareciera en cámara. Con frecuencia, Serling aparecía in medias res, mientras los personajes no se daban cuenta de su presencia, con una excepción notable: en A World of His Own, un escritor (Keenan Wynn), quien hace aparecer y desaparecer a varios personajes, se opone a la narración de Serling y lo borra del programa.
En la segunda temporada, debido a restricciones presupuestarias, la cadena decidió (en contra de los deseos de Serling) que para reducir costos, se rodarían varios episodios en videocinta en vez de película. La configuración multicámara que requería el formato de videocinta impedía rodar en exteriores, lo que limitaba en demasía el alcance potencial de los argumentos. El experimento quedó abandonado luego de solo seis episodios (Twenty Two, Static, The Whole Truth, The Lateness of the Hour, The Night of the Meek y Long Distance Call).
La primera serie contiene 156 episodios. Los episodios de la primera a la tercera temporada duran 30 minutos con anuncios comerciales (24 o 25 minutos sin anuncios). La cuarta temporada (1962–1963) consiste en episodios de una hora con anuncios comerciales (51 minutos sin anuncios). La quinta temporada volvió al formato de media hora.

### Segunda serie (1985–1989)
La decisión de Serling de venderle sus derechos del programa a la CBS fue lo que permitió que se realizara una nueva serie de The Twilight Zone. Al ser una producción propia, la CBS tendría más posibilidades de ganar más dinero al producir The Twilight Zone que al comprar una serie nueva producida por otra compañía. Aun así, la cadena tardó en considerar una nueva serie y rechazó las ofertas del equipo de producción original de Rod Serling y Buck Houghton y, más tarde, del cineasta estadounidense Francis Ford Coppola.
En 1984, la CBS le dio luz verde a la nueva serie The Twilight Zone bajo la supervisión de Carla Singer, quien en ese entonces era la vicepresidenta de programación de series dramáticas. Aunque el programa no alcanzó la popularidad de la serie original, algunos episodios—en especial, la historia de amor Her Pilgrim Soul, escrita por Alan Brennert, y Profile in Silver, de J. Neil Schulman—fueron aclamados por la crítica. Los créditos de apertura incluyen una imagen de Rod Serling a manera de homenaje a la primera serie. Cuatro episodios son versiones nuevas de la primera serie: Night of the Meek, Shadow Play, The After Hours y A Game of Pool, mientras que Dead Woman's Shoes es una adaptación de Dead Man's Shoes. A diferencia de la primera, la tercera y la cuarta series, esta versión no incluye el monólogo de apertura durante la secuencia del título. Además, la narración es estrictamente en voz en off y el narrador no aparece nunca en pantalla.

### Twilight Zone: Rod Serling's Lost Classics(1994)
I had a pile of scripts, which I usually procrastinate about reading. But I read this one right away and, after 30 pages, called my partner and said, "I love it." (...) This is pure imagination, a period piece, literate – some might say wordy. If Rod Serling's name weren't on it, it wouldn't have a chance at getting made.
Tenía un montón de guiones y, por lo general, suelo dejar su lectura para después. Pero leí este de inmediato. Luego de 30 páginas, llamé a mi socio y le dije: «Me encanta». (...) Esto es imaginación pura, una obra de época, literaria… algunos dirían que verboso. Si no llevara el nombre de Rod Serling, no tendría ninguna posibilidad de realizarse.

La CBS, deseosa de sacarle provecho a la fama de Serling como escritor, juntó Where the Dead Are con la adaptación de The Theatre escrita por Matheson y estrenó ambas historias como un largometraje de dos horas con el título Twilight Zone: Rod Serling's Lost Classics en la noche del 19 de mayo de 1994. El título representa un nombre equivocado, ya que ambas historias se concibieron mucho tiempo después de la cancelación de The Twilight Zone. Where the Dead Are, escrita tan solo unos meses antes del fallecimiento de Serling, estaba protagonizada por Patrick Bergin en el papel de un doctor del siglo XIX que descubre por casualidad los experimentos médicos con la inmortalidad realizados por un científico loco. The Theatre estaba protagonizada por Amy Irving y Gary Cole en los papeles de una pareja que visita un multicine, donde descubren que la película presentada está basada en sus propias vidas. James Earl Jones realizó las narraciones de apertura y de cierre.
La respuesta de la crítica fue mixta. El servicio de noticias Gannett la describió como: taut and stylish, a reminder of what can happen when fine actors are given great words.  Por su parte, la revista Entertainment Weekly calificó la adaptación con un grado «C» y dijo: The quaint scare tactics employed (...) may strike you as endearing, but they probably won’t send a chill down your spine.  Al final, los índices de audiencia no fueron suficientes para justificar una propuesta de secuela que incluyera tres guiones adaptados por Matheson.

### Tercera serie (2002–2003)
En el 2002, la cadena UPN desarrolló una tercera serie, que estuvo presentada por Forest Whitaker. Se transmitió en el formato de una hora, en el que cada episodio contaba con dos historias de media hora cada una. La serie se canceló tras una sola temporada. It's Still a Good Life es una secuela de It's a Good Life, The Monsters Are on Maple Street es una adaptación de The Monsters Are Due on Maple Street y Eye of the Beholder es una nueva versión de un episodio de la primera serie, en cuyos créditos se incluye a Serling como escritor.

### Cuarta serie (2019–2020)
En diciembre del 2012, se informó que Bryan Singer estaba desarrollando y fungiendo como productor ejecutivo de una cuarta serie de televisión para CBS Studios. No se eligió ningún guionista para el programa y no se le presentó la propuesta a ninguna de las cadenas de televisión. La CBS, que había transmitido la primera serie y la segunda, al parecer se mostró interesada. En febrero del 2013, Singer le dijo al sitio web TG Daily que el proyecto aún estaba en etapa de desarrollo y que esperaba dirigir el episodio piloto y contar con actores de primera categoría. El mes siguiente, le dijo al sitio web IGN que un guionista con quien había trabajado anteriormente se encontraba en negociaciones para unirse al proyecto y que sentía enorme entusiasmo tanto por la primera serie como por el proyecto para un nuevo programa.
En febrero del 2016, se informó que Ken Levine escribiría y dirigiría el episodio piloto de la nueva serie. También se informó que esta sería interactiva. En noviembre del 2017, se informó que Jordan Peele estaba desarrollando una versión nueva de la serie para el servicio de streaming CBS All Access con Marco Ramirez como el showrunner potencial. Al mes siguiente, en diciembre del 2017, CBS All Access encargó la producción de la cuarta serie The Twilight Zone. Se anunció que estaría producida por CBS Studios en asociación con Monkeypaw Productions y Genre Films. Jordan Peele, Marco Ramirez y Simon Kinberg serían los productores ejecutivos y colaborarían en el primer episodio. Win Rosenfeld y Audrey Chon también fungirían como productores ejecutivos. En septiembre del 2018, se reveló que Peele sería el nuevo presentador y narrador. También se presentó la nueva secuencia de apertura. La serie se estrenó el 1 de abril de 2019.
El episodio Nightmare at 30,000 Feet de la primera temporada está basado en Nightmare at 20,000 Feet de la quinta temporada de la primera serie. Además, You Might Also Like de la segunda temporada presenta a los seres alienígenas Kanamits, que aparecieron por primera vez en el episodio To Serve Man de la tercera temporada de la primera serie. El 24 de febrero de 2021, CBS All Access canceló la serie tras dos temporadas.

## Otros medios de comunicación

### Cine
Twilight Zone: The Movie es un largometraje de 1983 producido por Steven Spielberg y John Landis. Lo protagonizan Dan Aykroyd, Albert Brooks, John Lithgow, Vic Morrow y Scatman Crothers. La película rehízo tres episodios clásicos de la primera serie e incluyó una historia original. Landis dirigió el prólogo y el primer segmento (Time Out); Spielberg dirigió el segundo (Kick the Can); Joe Dante, el tercero (It's a Good Life) y George Miller, el cuarto (Nightmare at 20,000 Feet). El segmento de Landis cobró notoriedad debido a un accidente en helicóptero durante el rodaje que causó la muerte de Morrow y los actores infantiles Myca Dinh Le y Renee Shin-Yi Chen.

#### Posible película
En el 2008, el actor Leonardo DiCaprio planeaba realizar una nueva película con Warner Bros. mediante su compañía productora Appian Way Productions, ya que, según él, The Twilight Zone es su serie favorita de televisión. A diferencia de la primera película, que era un largometraje de antología, esta sería una historia continua llena de efectos especiales y con un gran presupuesto, y posiblemente basada en episodios clásicos de la serie, tales como Eye of the Beholder, To Serve Man o cualesquiera de los 92 guiones escritos por Rod Serling, de los que Warner Bros. posee los derechos. En el 2012, se filtró uno de los argumentos del guion, que trataba de un piloto que viaja en el tiempo 96 años al futuro. En el 2011, Matt Reeves, el director de Cloverfield, firmó un contrato para dirigir la película pero renunció al año siguiente para dirigir Dawn of the Planet of the Apes. El 16 de agosto de 2013, se anunció que el director sería Joseph Kosinski. El estudio contrató a Aron Eli Coleite para escribir el guion de la película, la cual no sería ya una antología sino que usaría diversos elementos del universo de The Twilight Zone. En junio del 2017, Christine Lavaf fue contratada para escribir el guion.

### Juegos
En 1964, la compañía Ideal lanzó el juego de mesa The Twilight Zone Game, en la época de mayor popularidad de la serie. El juego consistía en una superficie de juego de cartón, cuatro fichas de colores, una rueda giratoria de colores y 12 cartas con el diseño de una puerta. En 1988, Gigabit Systems, Inc. publicó un videojuego de aventura conversacional para la computadora Commodore Amiga y la PC. En marzo de 1992, Midway Games lanzó un juego de pinball de consola ancha, bajo el título Twilight Zone, basado en la serie de televisión original. El diseñador de videojuegos y máquinas de pinball Pat Lawlor fue quien concibió la idea del juego, que usa la canción éxito Twilight Zone (1982) de la banda Golden Earring como su tema principal. Se vendieron 15 235 unidades del juego. Se le ha considerado como una de las mejores máquinas de pinball de todos los tiempos. El 17 de septiembre de 2014, Legacy Interactive y Spark Plug Games lanzaron un juego de aventura ocasional basado en The Twilight Zone. El 14 de julio de 2022, Fun Train y Pocket Money Games lanzaron un juego de realidad virtual basado en The Twilight Zone para el visor Meta Quest 2 que lleva por título Twilight Zone VR.

### Literatura
Serling novelizó varios de sus guiones originales, los cuales se publicaron en tres volúmenes por separado:
- Stories from the Twilight Zone (1960)
- More Stories from the Twilight Zone (1961)
- New Stories from the Twilight Zone (1962)

Todos estos libros se han reeditado varias veces, incluso en la edición de obras escogidas The Twilight Zone: Complete Stories (1990).
Además, la casa editorial DAW Books publicó los siguientes tomos de antología:
| Título                          | Año  | ISBN               | Editado por   | Notas                                                 |
| ------------------------------- | ---- | ------------------ | ------------- | ----------------------------------------------------- |
| Journeys to the Twilight Zone   | 1993 | ISBN 9780886775254 | Carol Serling | 16 cuentos, incluso Suggestion de Rod Serling         |
| Return to the Twilight Zone     | 1994 | ISBN 9780886775766 | Carol Serling | 18 cuentos, incluso The Sole Survivor de Rod Serling  |
| Adventures in the Twilight Zone | 1995 | ISBN 9780886776626 | Carol Serling | 24 cuentos, incluso Lindemann's Catch, de Rod Serling |

En septiembre del 2009, Tor Books publicó Twilight Zone: 19 Original Stories on the 50th Anniversary (ISBN 9780765324337) para conmemorar el 50.º aniversario de la serie. El libro contiene cuentos de 20 autores, tales como R. L. Stine y Timothy Zahn, además de un prólogo escrito por Carol Serling.

#### Guiones
A partir del 2001, la casa editorial Gauntlet Press empezó a publicar colecciones de guiones originales de The Twilight Zone escritos por Charles Beaumont, Richard Matheson y Rod Serling. Más adelante, en el 2004, comenzó a publicarse anualmente una serie de diez volúmenes firmados y de edición limitada con los 92 guiones de Rod Serling, autorizados por su esposa, Carol Serling. Muchos de los guiones contienen revisiones escritas a mano por el propio Serling y difieren de manera considerable de las versiones que se transmitieron. La mayoría de los volúmenes contiene una versión alternativa de un guion seleccionado.

#### Cómics
La compañía Western Publishing publicó una revista de historietas de The Twilight Zone. Primero, al suministrarle contenido bajo contrato al sello Dell Comics para cuatro números, uno en 1961 y otros tres en 1962. Los dos primeros se publicaron como parte de la serie antológica de larga duración Four Color. Luego, otros dos números independientes bajo el sello de Dell. Más adelante, Western reinició la serie bajo su propio sello Gold Key con un número formal, el n.º 1, del cual se publicaron 92 números entre 1962 y 1979, con el último publicado en 1982.
Varias de las historias se reimprimieron en la revista Mystery Comics Digest, que mencionaba el título en las portadas. Una gran diversidad de artistas trabajó en el título, tales como Jerry Robinson y Alex Toth, entre muchos otros. La primera obra de cómic publicada del artista Frank Miller apareció en el número 84 (junio de 1978).
En 1990, la editorial NOW Comics publicó un número único de una serie nueva con el logotipo del título de la serie reestrenada de 1985, que contenía una adaptación del cuento de Harlan Ellison Crazy as a Soup Sandwich. El número se reimprimió como The Twilight Zone Premiere en 1991, seguido de un segundo volumen de once números (1991–1992) y un tercer volumen de cuatro números (1993), así como un volumen anual y uno especial en 3D en 1993.
En el 2008, estudiantes de la escuela de arte Savannah College of Art and Design se asociaron con la editorial Walker & Co. para crear novelas gráficas basadas en ocho episodios de la serie hasta el 2009. Las cuatro primeras, Walking Distance, The After Hours, The Monsters Are Due on Maple Street y The Odyssey of Flight 33, se publicaron en diciembre del 2011. Las cuatro restantes eran The Midnight Sun, Deaths-Head Revisited, The Big Tall Wish y Will the Real Martian Please Stand Up? A partir de diciembre del 2013, la casa editorial de cómics Dynamite Entertainment publicó una serie de varios números escrita por J. Michael Straczynski con arte de Guiu Vilanova.

### Música

#### Series de televisión
- Marius Constant compuso el tema musical que se usó en la serie desde la segunda temporada en adelante.[87] Este reemplazó al tema de Bernard Herrmann de la primera temporada, aunque el de Constant es el que más se asocia con el sonido reconocible de The Twilight Zone y la mayoría de sus versiones. La pieza de guitarra la interpretó el guitarrista de jazz y músico de estudio Howard Roberts en una Fender Telecaster de 1952.[88] Otros músicos que contribuyeron con el programa original de televisión son Jerry Goldsmith, Leonard Rosenman, Nathan Scott, Fred Steiner, Nathan Van Cleave, René Garriguenc y Franz Waxman.
- La banda The Grateful Dead interpretó el tema de la serie de 1985.[87]
- Jonathan Davis, de Korn, compuso el tema musical de la serie de 2002.[87]
- Marco Beltrami y Brandon Roberts compusieron la música para la versión del 2019.[87]

#### Cine
Jerry Goldsmith compuso la música para Twilight Zone: The Movie (1983).

### Radio
A partir del 2002, los episodios originales de The Twilight Zone se adaptaron para la radio bajo la producción de Carl Amari de la empresa Falcon Picture Group. Stacy Keach reemplazó a Serling en el papel del narrador.

### Producciones teatrales
Entre 1996 y 2019, la compañía de teatro Theater Schmeater produjo ininterrumpidamente una serie nocturna, The Twilight Zone–Live con permiso del patrimonio de Serling, en la que presentaba sus versiones teatrales de los episodios originales. En el 2019, la CBS, dueña de los derechos, decidió no renovarle el contrato a la compañía.
En el 2009, Masquerade, una compañía teatral de la ciudad de Chennai, produjo Dystopia, basada libremente en los episodios The Obsolete Man y Five Characters in Search of an Exit.
En diciembre de 2017, el Teatro Almeida de Londres puso en escena la producción de estreno mundial de The Twilight Zone, adaptada por Anne Washburn y dirigida por Richard Jones, ganador del premio Laurence Olivier. Estuvo basada en las historias de la primera serie de Rod Serling, Charles Beaumont y Richard Matheson. Luego, en el 2019, la producción se trasladó al Teatro Ambassadors de Londres.

### Atracción de parque temático

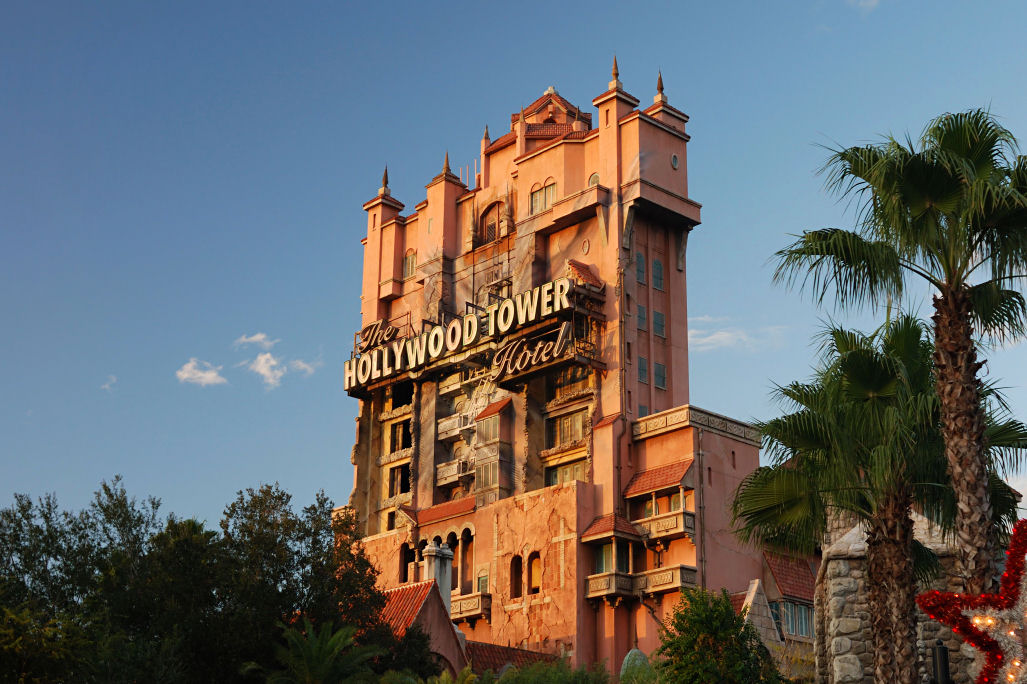
La atracción The Twilight Zone Tower of Terror en el parque temático Disney's Hollywood Studios.

The Twilight Zone Tower of Terror es una atracción de parque temático basada en la serie original The Twilight Zone. Fue diseñada por Walt Disney Imagineering, una división de The Walt Disney Company, y está ubicada en los parques Disney's Hollywood Studios en Orlando (Estados Unidos), Walt Disney Studios Park en París (Francia) y Tokyo DisneySea en Tokio (Japón). Del 2004 al 2017 funcionó una cuarta atracción en el parque Disney California Adventure Park. Esta luego se rediseñó como Guardians of the Galaxy – Mission: Breakout!. La atracción de Japón es la única que no está ambientada en The Twilight Zone, debido a las diferencias culturales y a las limitaciones en la concesión de licencias por parte de la empresa Oriental Land Company, propietaria y operadora de los parques de Tokio. La atracción también sirvió de inspiración para la película de televisión Tower of Terror de 1997, protagonizada por Steve Guttenberg y Kirsten Dunst, que no guarda ninguna relación con la atracción ni con The Twilight Zone.

## En la cultura popular

### Televisión
En el universo de la serie Futurama, de Matt Groening, existe un programa distópico de televisión titulado The Scary Door. La secuencia de títulos, los temas distópicos y la premisa cómica están muy influenciados por The Twilight Zone. Un episodio de The Scary Door, titulado The Last Man On Earth, es una parodia del episodio Time Enough At Last de la primera temporada de la serie original.
Muchos de los episodios especiales de Halloween de Los Simpson—también de Groening—hacen referencia al programa. Estos incluyen: Treehouse of Horror (en el cual unos extraterrestres abducen a la familia, en el segmento Hungry Are The Damned, basado en el episodio To Serve Man de The Twilight Zone), Treehouse of Horror III (en el que aparece un muñeco diabólico de Krusty el payaso en Clown Without Pity, basado en The Living Doll) y Treehouse of Horror IV (en el que Bart ve a un gremlin a un costado del autobús escolar, en Terror at 5 1/2 Feet, basado en Nightmare at 20,000 Feet). El personaje de Homero/Homer también hace referencia al programa en el segmento Homer³ («Homero al Cubo» en Latinoamérica/"Homer al cubo" en España) de Treehouse of Horror VI cuando, al entrar a la tercera dimensión, dice: It's like something out of that twilighty show about that zone. 
El personaje Robert Matheson de The X-Files le debe su nombre a uno de los guionistas de la serie original.
En Mad Men (en la temporada 1, episodio 2, Ladies Room), el personaje Paul Kinsey cita la frase de la narración de apertura de Rod Serling (Submitted for your approval ) y presagia la cancelación del programa original  cuando dice: Have you seen it... The Twilight Zone? Mitch in Media says CBS might pull the plug. 
El 1 de febrero de 2016 y el 22 de enero de 2024, el programa de entrevistas The Late Show with Stephen Colbert transmitió el segmento The CBS Vault, que incluía a su vez un segmento llamado The Twilight Zone: Just The Twists. En este, Colbert afirmaba tener acceso a todo el catálogo de CBS, que contiene versiones alternativas inéditas de algunos episodios de The Twilight Zone.

### Videojuegos
El videojuego Alan Wake contiene una serie (dentro del universo del juego) llamada Night Springs. Los jugadores pueden encontrar episodios de esta en televisores que se encuentran esparcidos por el juego. Los episodios reflejan la introducción de The Twilight Zone, además de su tema musical y estilo narrativo, lo que incluye un presentador que imita la voz y la narración de Rod Serling.

### Música
Muchas bandas y artistas han sacado canciones dedicadas al programa, algunas de las cuales llevan por título ya sea The Twilight Zone o incluso Twilight Zone, pero también otros títulos que hacen referencia a la serie. Algunos ejemplos incluyen: Anthrax (Intro to Reality), Iron Maiden (Twilight Zone), y Rush (The Twilight Zone), entre otros.
Michael Jackson utilizó fragmentos de The Twilight Zone en sus canciones The Lost Children y Threatened del álbum Invincible del 2001.
El mayor éxito de The Marketts, Out of Limits, cuyo título original era Outer Limits, le debe su nombre a la serie de televisión The Outer Limits de 1963. Rod Serling demandó a The Marketts por usar el tema de cuatro notas de The Twilight Zone sin su aprobación, lo que dio como resultado que le cambiaran el título a la canción por Out of Limits. Esta llegó a la posición número 3 de la lista de éxitos musicales Billboard Hot 100 en 1964. Vendió más de un millón de copias y recibió un disco de oro.
En su álbum Code: Selfish, la banda británica de post-punk The Fall incluyó una canción llamada Time Enough At Last. Lleva el mismo título de un episodio de la serie original y narra los acontecimientos de este. También aparece en el álbum recopilatorio de la banda del 2003 que lleva el mismo título. El dúo de mathcore Serling le debe su nombre a Rod Serling, el creador de la serie. Todas sus canciones, letras y álbumes hablan de episodios y temas específicos de The Twilight Zone.

#### Rod Serling
- — (1957). Patterns: Four Television Plays with the Author's Personal Commentaries (en inglés). Nueva York: Simon & Schuster.
- — (1989). Stories from the Twilight Zone (en inglés). Nueva York: Bantam Spectra. ISBN 9780553265149.
- — (1990). The Twilight Zone: Complete Stories (en inglés). Nueva York: TV Books. ISBN 9781575001111.

#### Otras obras citadas
- Booker, M. Keith (2006). Drawn to Television: Prime-Time Animation from The Flintstones to Family Guy (en inglés). Londres: Bloomsbury Publishing. ISBN 9780313076152.
- Clute, John; Nicholls, Peter, eds. (1993). «Brennert, Alan». The Encyclopedia of Science Fiction (en inglés). Londres: Orbit Books. ISBN 1857231244.
- Green, Paul (2016). Encyclopedia of Weird Westerns: Supernatural and Science Fiction Elements in Novels, Pulps, Comics, Films, Television and Games (en inglés). Jefferson, Carolina del Norte: McFarland & Company. ISBN 978-1-4766-2402-0.
- Groening, Matt (1997).  Richmond, Ray; Coffman, Antonia, eds. The Simpsons: A Complete Guide to Our Favorite Family (en inglés). Nueva York: HarperPerennial. ISBN 978-0-06-095252-5. OCLC 37796735.
- Huertas, Cristina A.; Burgos Bárcena, Ana (2015). «La traducción de los culturemas en el doblaje y la subtitulación de "Mad Men"». Cultura, Lenguaje y Representación (Castellón de la Plana: Universidad Jaime I) XIV. ISSN 1697-7750. doi:10.6035/clr.2015.14.3.
- Murrells, Joseph (1978). The Book of Golden Discs (en inglés). Londres: Barrie & Jenkins. ISBN 0214204804.
- Sander, Gordon F. (1992). Serling: The Rise and Twilight of Television's Last Angry Man (en inglés). Boston: Dutton. ISBN 9780525935506.
- Schulman, J. Neil (1999). Profile in Silver: And Other Screenwritings (en inglés). Pulpless.com. ISBN 9781584451020.
- Spencer, Hugh A.D. (2018). «Social Justice from the Twilight Zone: Rod Serling as Human Rights Activist». Dialogue: The Interdisciplinary Journal of Popular Culture and Pedagogy (en inglés) (Toronto: Southwest Popular/American Culture Association) 5 (1).
- Uslan, Michael; Clark, Dick; Solomon, Bruce (1981). Dick Clark's the First 25 Years of Rock & Roll (en inglés). Nueva York: Dell Publishing. ISBN 9780440517634.
- Wall, Mick (2004). Iron Maiden: Run to the Hills, the Authorised Biography (en inglés). Sanctuary Publishing. ISBN 1-86074-542-3.
- Worland, Rick (marzo de 1996). «Sign-Posts Up Ahead: The Twilight Zone, The Outer Limits, and TV Political Fantasy 1959-1965». Science Fiction Studies (en inglés) (Indiana: SF-TH Inc.) 23 (68). ISSN 0091-7729. OCLC 301704877.
- Zicree, Marc Scott (1992). The Twilight Zone Companion (en inglés). Los Ángeles: Silman-James Press. ISBN 1879505096.